# Pont-Salomon
 Pont-Salomon  es una población y comuna francesa, situada en la región de Auvernia, departamento de Alto Loira, en el distrito de Yssingeaux y cantón de Saint-Didier-en-Velay.

## Demografía
| 1398 | 1546 | 1352 | 1341 | 1637 | 1664 |
| Para los censos de 1962 a 1999 la población legal corresponde a la población sin duplicidades (Fuente: INSEE [Consultar]) |      |      |      |      |      |